# NGC 3395
NGC 3395 (również IC 2613, PGC 32424 lub UGC 5931) – galaktyka spiralna z poprzeczką (SBc), znajdująca się w gwiazdozbiorze Małego Lwa. Odkrył ją William Herschel 7 grudnia 1785 roku. Jest to galaktyka gwiazdotwórcza.
Galaktyka ta jest w trakcie kolizji z sąsiednią NGC 3396. Obie te galaktyki stanowią obiekt Arp 270 w Atlasie Osobliwych Galaktyk Haltona Arpa, a znajdują się w odległości około 71 milionów lat świetlnych od Ziemi.